# Georg Harth
Georg Harth (ur. 12 października 1988) – niemiecki zapaśnik walczący w stylu wolnym. Piąty na mistrzostwach Europy w 2010. Piętnasty na igrzyskach europejskich w 2015. Srebrny medalista igrzysk wojskowych w 2015. Wicemistrz Niemiec w 2012 i 2013, 2016 a trzeci w 2007, 2010 i 2017 roku.